# Pallenopsis spinipes
Pallenopsis spinipes is een zeespin uit de familie Pallenopsidae. De soort behoort tot het geslacht Pallenopsis. Pallenopsis spinipes werd in 1907 voor het eerst wetenschappelijk beschreven door Carpenter. 